# STS-130
STS-130, voluit Space Transportation System-130, was een Space shuttle-missie van de Endeavour die gelanceerd werd op 8 februari 2010. De missie stond eerst gepland voor 7 februari, maar werd afgebroken door laaghangende bewolking. Het ruimteveer nam de Tranquility-module en de Cupola mee naar het Internationaal ruimtestation (ISS).

## Bemanning
| Positie            | Gelanceerde astronaut             | Gelande astronaut                 |
| ------------------ | --------------------------------- | --------------------------------- |
| Bevelhebber        | George D. Zamka 2e ruimtevlucht   | George D. Zamka 2e ruimtevlucht   |
| Piloot             | Terry Virts 1e ruimtevlucht       | Terry Virts 1e ruimtevlucht       |
| Missiespecialist 1 | Robert L. Behnken 2e ruimtevlucht | Robert L. Behnken 2e ruimtevlucht |
| Missiespecialist 2 | Kathryn P. Hire 2e ruimtevlucht   | Kathryn P. Hire 2e ruimtevlucht   |
| Missiespecialist 3 | Nicholas Patrick 2e ruimtevlucht  | Nicholas Patrick 2e ruimtevlucht  |
| Missiespecialist 4 | Stephen Robinson 4e ruimtevlucht  | Stephen Robinson 4e ruimtevlucht  |

## Verloop
De missie voor Endeavour begon op 8 februari 2010 met de lancering. Gepland was dat de shuttle al een dag eerder gelanceerd zou worden maar de lancering kon toen niet doorgaan vanwege laaghangende bewolking.
Endeavour koppelde de derde dag van de missie (10 februari) aan het Internationaal ruimtestation (ISS). De dagen later werd de eerste ruimtewandeling uitgevoerd waarbij de Tranquility-module aan de module Unity werd bevestigd.
Twee dagen later werd opnieuw een ruimtewandeling uitgevoerd dit keer om Tranquility klaar te maken voor de koppeling van de Cupola. Die twee dagen later aan Tranquility werd gekoppeld.
Na de installatie van Tranquility en Cupola bleef de bemanning van STS-130 nog drie dagen aan het ISS gekoppeld. Tijdens die periode werd onder andere een telefoongesprek gevoerd met de Amerikaanse president Barack Obama.
De missie eindigde op 22 februari toen Endeavour landde op landingsbaan 15 van het Kennedy Space Center.

## Fotogalerij

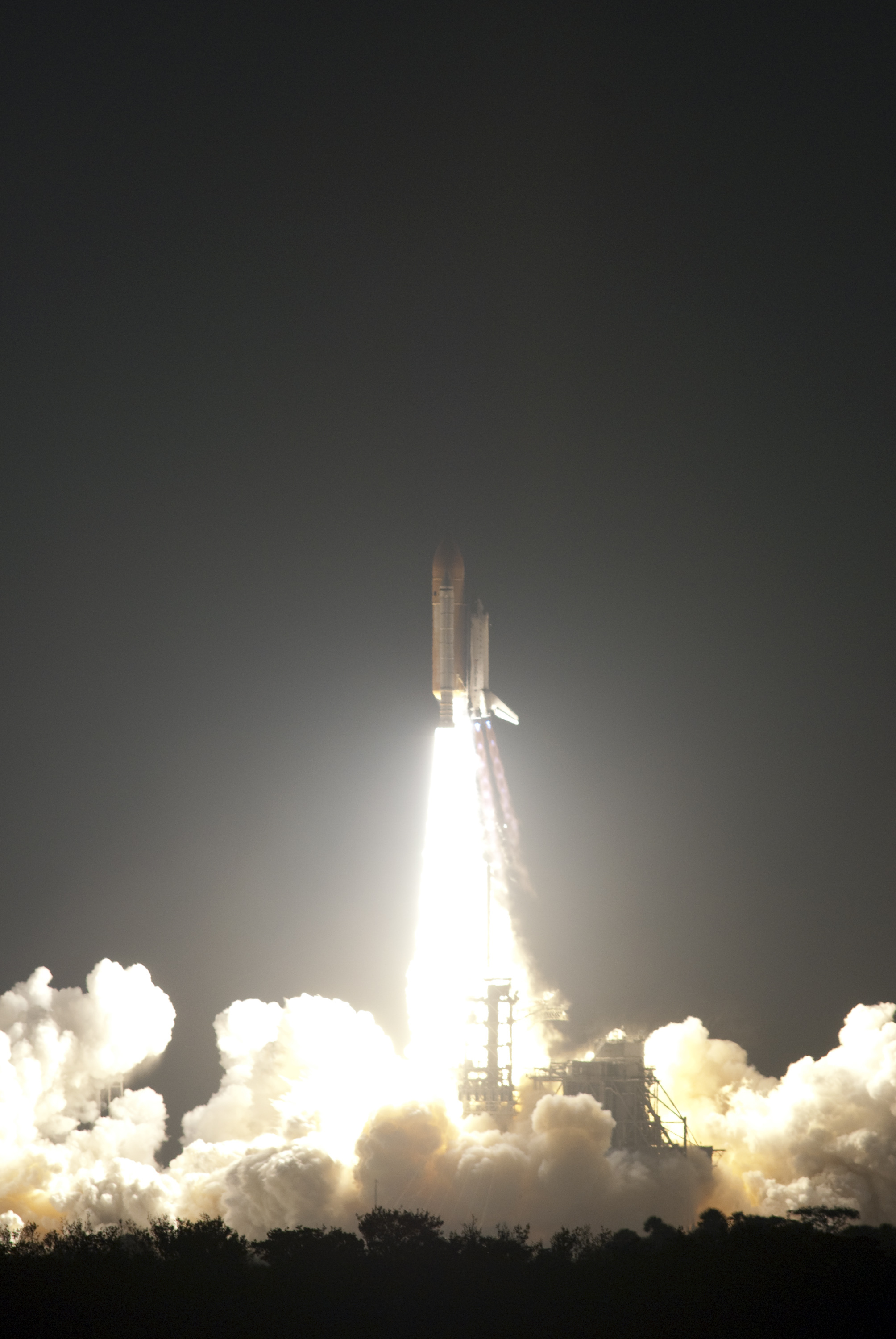
Endeavour vertrekt vanaf LC-39A
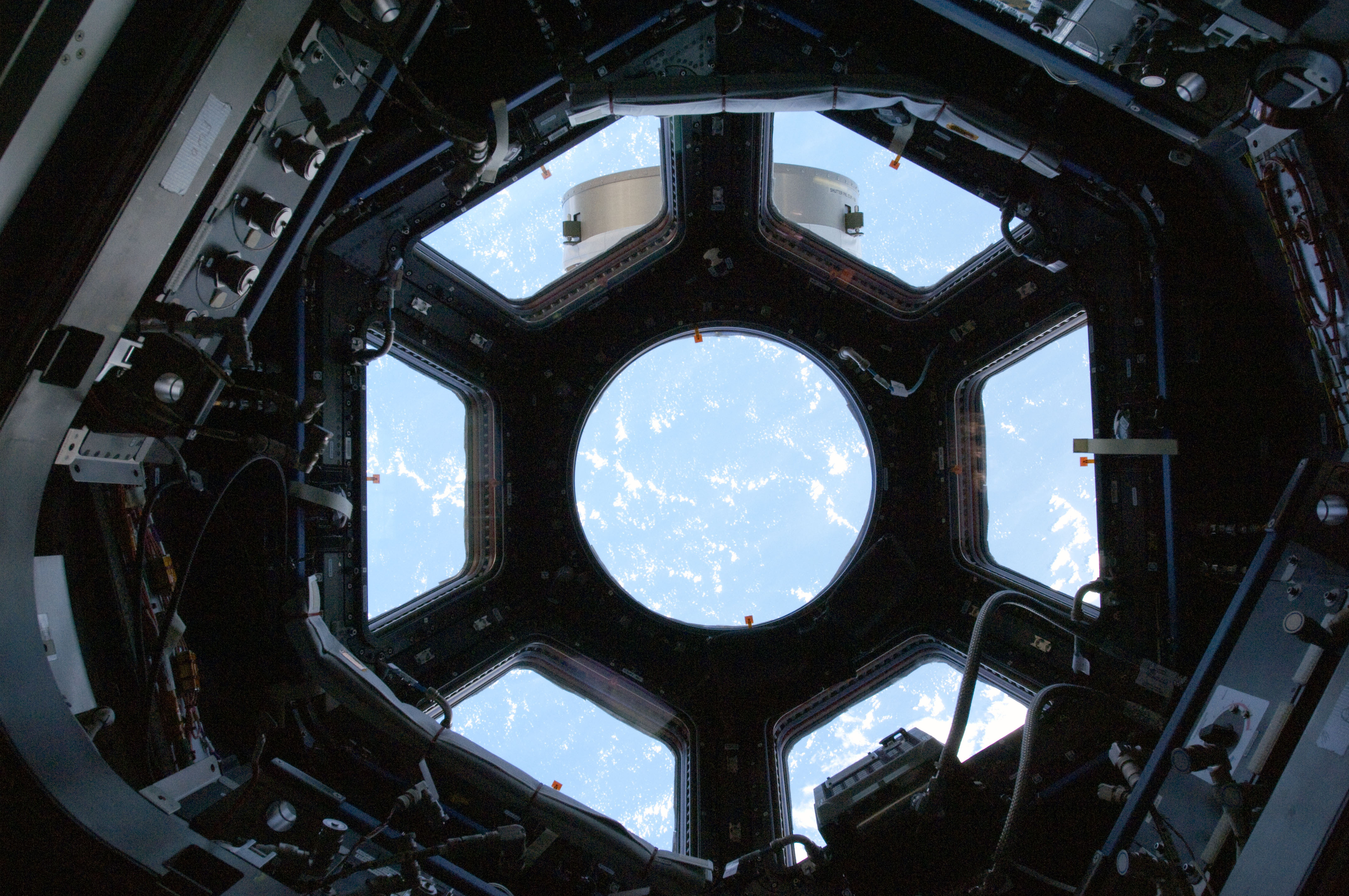
Het uitzicht vanuit Cupola.
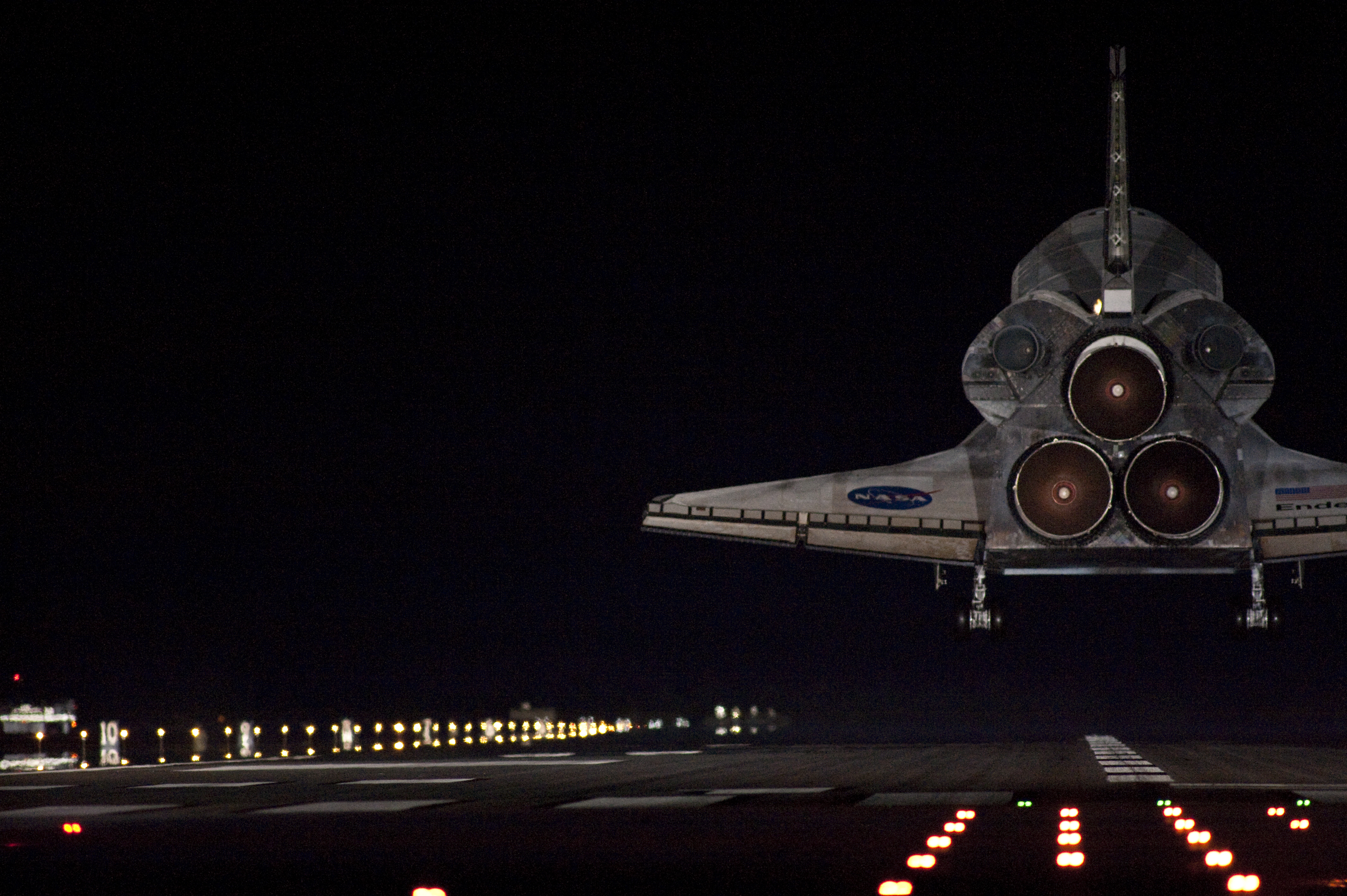
Endeavour landt op het Kennedy Space Center

STS-49 · STS-47 · STS-54 · STS-57 · STS-61 · STS-59 · STS-68 · STS-67 · STS-69 · STS-72 · STS-77 · STS-89 · STS-88 · STS-99 · STS-97 · STS-100 · STS-108 · STS-111 · STS-113 · STS-118 · STS-123 · STS-126 · STS-127 · STS-130 · STS-134